# Adelmo Mandolini
Adelmo Mandolini (Fara Novarese, 23 marzo 1912 – Grosseto, 29 settembre 1985) è stato un pilota motociclistico italiano.

## Carriera
Entrato alla Moto Guzzi come dipendente nel 1927, fece carriera fino a diventare capo del reparto tornitura. Lasciato l'impiego alla Guzzi nel 1946 si trasferì a Brescia, città nella quale aprì una concessionaria della Casa di Mandello. L'anno successivo iniziò a correre in moto, vincendo i circuiti di Tradate e Lodi 1948 e terminando al terzo posto il campionato italiano di terza categoria di quell'anno. Nel 1949 esordì nel Motomondiale, terminando all'undicesimo posto il GP delle Nazioni della 500, sempre con una Guzzi.
Da lì iniziò per Mandolini una carriera da pilota privato, in sella a Ducati 125 e Moto Guzzi 175, 250, 350 e 500, terminata nel 1961, ottenendo come miglior risultato il terzo posto nel campionato italiano Seniores della 250 nel 1959; Mandolini corse anche in auto, disputando diverse edizioni della Mille Miglia. Nel 1955 fece debuttare nelle corse il figlio Giuseppe, con cui corse diverse gare in 125.
Amante delle immersioni, Mandolini morì nel 1985 per le conseguenze di un annegamento avvenuto presso le Formiche di Grosseto.

## Risultati nel motomondiale

### Classe 250
| 1952 | Classe | Moto       |   |   |   |    |   |   |    |    |  |  |  | Punti | Pos. |
| ---- | ------ | ---------- | - | - | - | -- | - | - | -- | -- |  |  |  | ----- | ---- |
| 1952 | 250    | Moto Guzzi | - | - | - | NE | - | - | 19 | NE |  |  |  | 0     |      |

| 1954 | Classe | Moto       |   |  |   |    |   |   |   |     |    |  |  | Punti | Pos. |
| ---- | ------ | ---------- | - |  | - | -- | - | - | - | --- | -- |  |  | ----- | ---- |
| 1954 | 250    | Moto Guzzi | - |  | - | NE | - | - | - | Rit | NE |  |  | 0     |      |

| 1955 | Classe | Moto       |    |    |  |   |    |   |   |    |  |  |  | Punti | Pos. |
| ---- | ------ | ---------- | -- | -- |  | - | -- | - | - | -- |  |  |  | ----- | ---- |
| 1955 | 250    | Moto Guzzi | NE | NE |  | - | NE | - | - | 12 |  |  |  | 0     |      |

| 1958 | Classe | Moto       |  |   |    |   |   |   |   |  |  |  |  | Punti | Pos. |
| ---- | ------ | ---------- |  | - | -- | - | - | - | - |  |  |  |  | ----- | ---- |
| 1958 | 250    | Moto Guzzi |  | - | NE | - | - | - | 8 |  |  |  |  | 0     |      |

| 1959 | Classe | Moto       |    |  |   |   |    |   |   |    |  |  |  | Punti | Pos. |
| ---- | ------ | ---------- | -- |  | - | - | -- | - | - | -- |  |  |  | ----- | ---- |
| 1959 | 250    | Moto Guzzi | NE |  | - | - | NE | - | - | 11 |  |  |  | 0     |      |

| Legenda | 1º posto        | 2º posto            | 3º posto            | A punti      | Senza punti        | Grassetto – Pole position Corsivo – Giro più veloce |
| Legenda | Gara non valida | Non qual./Non part. | Ritirato/Non class. | Squalificato | '-' Dato non disp. | Grassetto – Pole position Corsivo – Giro più veloce |

### Classe 350
| 1957 | Classe | Moto       |   |  |   |   |   |   |  |  |  |  |  | Punti | Pos. |
| ---- | ------ | ---------- | - |  | - | - | - | - |  |  |  |  |  | ----- | ---- |
| 1957 | 350    | Moto Guzzi | - |  | - | - | - | 5 |  |  |  |  |  | 2     | 14º  |

| 1961 | Classe | Moto       |    |   |    |  |   |    |   |   |     |   |    | Punti | Pos. |
| ---- | ------ | ---------- | -- | - | -- |  | - | -- | - | - | --- | - | -- | ----- | ---- |
| 1961 | 350    | Moto Guzzi | NE | - | NE |  | - | NE | - | - | Rit | - | NE | 0     |      |

| Legenda | 1º posto        | 2º posto            | 3º posto            | A punti      | Senza punti        | Grassetto – Pole position Corsivo – Giro più veloce |
| Legenda | Gara non valida | Non qual./Non part. | Ritirato/Non class. | Squalificato | '-' Dato non disp. | Grassetto – Pole position Corsivo – Giro più veloce |

### Classe 500
| 1949 | Classe | Moto       |   |   |   |   |   |    |  |  |  |  |  | Punti | Pos. |
| ---- | ------ | ---------- | - | - | - | - | - | -- |  |  |  |  |  | ----- | ---- |
| 1949 | 500    | Moto Guzzi | - | - | - | - | - | 11 |  |  |  |  |  | 0     |      |

| 1950 | Classe | Moto       |   |   |   |   |   |    |  |  |  |  |  | Punti | Pos. |
| ---- | ------ | ---------- | - | - | - | - | - | -- |  |  |  |  |  | ----- | ---- |
| 1950 | 500    | Moto Guzzi | - | - | - | - | - | 19 |  |  |  |  |  | 0     |      |

| Legenda | 1º posto        | 2º posto            | 3º posto            | A punti      | Senza punti        | Grassetto – Pole position Corsivo – Giro più veloce |
| Legenda | Gara non valida | Non qual./Non part. | Ritirato/Non class. | Squalificato | '-' Dato non disp. | Grassetto – Pole position Corsivo – Giro più veloce |